# Nick Fruin
Nick „Nicky“ Fruin (* 17. Juli 1970) ist ein ehemaliger englischer Snookerspieler aus Bootle, der zwischen 1991 und 1997 Profispieler war und in dieser Zeit Rang 105 der Snookerweltrangliste erreichte.

## Karriere
1987 erreichte er die Hauptrunde der U21-Weltmeisterschaft, 1989 nahm er an einem Event der WPBSA Pro Ticket Series teil. Schließlich verpasste er 1991 nur knapp den Einzug ins Finale der English Amateur Championship; er verlor das Endspiel der Qualifikation gegen Steve Judd. Im selben Jahr wurde er Profispieler. Nach einer Reihe von Qualifikationsniederlagen erreichte er beim Grand Prix 1992 erstmals die Hauptrunde eines Ranglistenturnieres. Wenig später stand er überraschend im Achtelfinale der Asian Open. Danach zog er noch sowohl beim Dubai Classic 1993 als auch beim Dubai Classic 1994 in die Hauptrunde eines Ranglistenturnieres ein. Weitere Erfolge feierte er beim Merseyside Professional, bei dem er bei der Ausgabe 1995 bis ins Halbfinale kam. Das Turnier hatte aber keinen Einfluss auf die Weltrangliste, auf der er nichtsdestotrotz 1995 Rang 105 erreichte. Danach verschlechterten sich aber seine Ergebnisse. Nachdem er sich 1997 nicht mehr auf der Profitour halten konnte, beendete er seine Karriere.

## Erfolge
| Ausgang         | Jahr | Turnier                              | Finalgegner | Ergebnis |
| --------------- | ---- | ------------------------------------ | ----------- | -------- |
| Amateurturniere |      |                                      |             |          |
| Zweiter         | 1991 | English Amateur Championship – North | Steve Judd  | 4:8      |